# Asamblea Parlamentaria de Bosnia y Herzegovina
La Asamblea Parlamentaria de Bosnia y Herzegovina (en bosnio, croata y serbio: Parlementarna Skupština Bosne i Hercegovine) es el órgano legislativo bicameral de Bosnia y Herzegovina. Se compone de dos cámaras:
- La Cámara de Representantes (Predstavnički domo/Zastupnički domo) tiene 42 miembros, elegidos por un periodo de cuatro años por representación proporcional.
- La Cámara de los Pueblos (Domo Naroda) tiene 15 miembros, designados por los parlamentos de las repúblicas constituyentes.

Las entidades precedentes de la actual asamblea fueron la Asamblea de Bosnia y Herzegovina y la Asamblea Popular de Bosnia y Herzegovina.

## Presidentes (1953–1997)

### Presidentes de la Asamblea Popular (1953–1992)[1][2]
1. Đuro Pucar 1953-1963
2. Ratomir Dugonjić  1963-1967
3. Džemal Bijedić 1967-1971
4. Hamdija Pozderac 1971-1978
5. Niko Mihaljević 1978-1981
6. Vaso Gačić 1981-1983
7. Ivica Blažević 1983-1984
8. Salko Oruč 1984-1987
9. Savo Čečur 1987-1989
10. Zlatan Karavdić 1989-1990
11. Momčilo Krajišnik 1990 - 3 de marzo de 1992

### Presidentes de la Asamblea (1992–1997)
1. Momčilo Krajišnik 3 de marzo de 1992 - 29 de octubre de 1992
2. Abdulah Konjičija (en funciones) 29 de octubre de 1992 - 25 de diciembre de 1992
3. Miro Lazović 25 de diciembre de 1992 - 3 de enero de 1997

## Sede
- Edificio de la Amistad Grecia-Bosnia y Herzegovina